# Aribert Heim
Aribert Heim, conhecido como o Doutor Morte (Bad Radkersburg, Áustria, 28 de Junho de 1914 - Egipto, 10 de agosto de 1992) foi um oficial médico nazista, membro da Schutzstaffel. Participou e comandou experiências médicas nos campos de concentração de Buchenwald, Mauthausen e Sachsenhausen.
Desaparecido desde o fim da Segunda Guerra Mundial, foi acusado de tortura em variadas formas, como a vivisecção em prisioneiros dos campos de concentração. Foi considerado como criminoso nazi em fuga e procurado como tal pelas polícias alemã, austríaca e espanhola, bem como pelo Centro Simon Wiesenthal de Jerusalém.

## Biografia
O seu pai era polícial, e Aribert fez estudos de medicina na Universidade de Viena. Aos 21 anos, adere ao Partido Nacional Socialista Austríaco antes de se juntar em 1938 às SS de Heinrich Himmler (número de membro 367.744). Depois de ter servido no campo de concentração de Buchenwald sob as ordens de outro médico nazi, Hannes Eisel, foi nomeado em 8 de Outubro de 1941 médico-chefe em Mauthausen, onde se estima que 118.000 prisioneiros checos, neerlandeses, soviéticos, judeus, membros de diversos movimentos de resistência antinazis e republicanos espanhóis tenham sido mortos.
Em Mauthausen, onde ficou sete semanas, Heim entrega-se a intervenções sem anestesia e a experiências médicas para as quais  utilizou detidos como cobaias. Fez estudos comparativos sobre misturas de venenos, medindo com um cronómetro na mão a velocidade das injecções letais que dava directamente no coração dos prisioneiros. É esta prática que lhe valeu da parte dos deportados espanhóis de Mauthausen a alcunha de El banderillero. No campo, Heim era conhecido por Dr. Tod («Doutor Morte»). Durante a sua permanência, que durou um pouco menos de dois meses, são atribuíveis a Heim as mortes de centenas de prisioneiros, assassinados directamente durante ou após as suas "pesquisas". A polícia judiciária de Estugarda avançou com o total de 300 mortos. Heim deixou Mauthausen para integrar a Waffen-SS em 29 de Novembro de 1941.
Em 15 de Março de 1945, Heim foi preso pelos Aliados mas apenas foi julgado por ter pertencido às Waffen-SS. Uma recolha de impressões digitais foi feita em 1945, documento que figura ainda no dossiê de acusação de Heim. Foi enviado para um campo de trabalhos forçados. Libertado em 1947, encontra trabalho como médico em Baden-Baden no sul da Alemanha Ocidental, onde casa com a sua noiva Frieda e abre um gabinete de ginecologia em 1954. O seu nome reaparece em  1961, no decorrer de um processo de um ex-nazi em Wiesbaden, e um testemunho evoca-o como « carniceiro de Mauthausen ». Heim desapareceu em 1962, quando a polícia alemã se preparava para o prender.
Em 1967, pessoas da sua família noticiaram que tinha falecido de câncer na América Latina (ver: Ratlines). Mas envios de dinheiro repetidos e a descoberta pelos agentes da Alemanha e de Israel de uma conta bancária de Berlim em seu nome com o que hoje equivaleria a um milhão de euros, no início da década de 2000, provaram que ainda era vivo, o que é confirmado pelo facto de os seus filhos não terem feito partilha desse dinheiro. O jornal espanhol El Mundo  estima que a fortuna considerável de Heim lhe teria permitido beneficiar da assistência da rede de apoio a antigos nazis em fuga ODESSA (Organisation Der Ehemaligen SS-Angehörigen=  Organização dos antigos membros das Schutzstaffel).
No final da década de 1970, o «caçador de nazis» Simon Wiesenthal, ele próprio sobrevivente de Mauthausen, pede ao ministro da Justiça alemão a comparência de Heim em tribunal. A polícia alemã difundiu uma nota de procura e prometeu uma recompensa de 130.000 euros por informações que conduzissem à sua captura. O Centro Simon Wiesenthal, especializado na procura de antigos responsáveis e torcionários nazis, dedicou-se a procurar vestígios do antigo médico. Em 2002, por iniciativa de Efraim Zuroff (sucessor de Simon Wiesenthal no Centro) foi lançada a 'Operação Última Oportunidade na Alemanha e em oito países da Europa: Heim figurava no segundo lugar na lista de criminosos de guerra nazis mais procurados pelo Centro, logo a seguir a Alois Brunner.
No final de 2005 Heim terá alegadamente encontrado refúgio em Espanha, em Palafrugell segundo a polícia. A busca, que não terminou, foi retomada no início de 2006 no Chile onde a irmã de Heim, Waltraud, vivia desde a década de 1970 (segundo o jornal Der Spiegel).
Em Julho de 2007, o ministério da Justiça austríaco anunciou no seu site que uma recompensa de 50.000 euros era dada a quem fornecesse informações que pudessem  conduzir, localizar ou capturar Aribert Heim e Alois Brunner.
Em 2007, o antigo militar Danny Baz publicou um livro  no qual afirma que Heim foi capturado, julgado e executado na Ilha Santa Catalina em 1982 por um grupo chamado La Chouette, constituído por suplementar os serviços secretos israelitas no rasto de criminosos nazis, abandonados pelo estado de Israel depois da prisão e execução de Adolf Eichmann. Num comunicado, o Centro Simon Wiesenthal afirmou que crê que esta informação não está correcta.
Heim morreu em 1992, no Egipto, segundo uma investigação da televisão alemã ZDF e do jornal "The New York Times".
Em Setembro de 2012, a justiça alemã declarou de forma oficial a morte do criminoso nazi Aribert Heim..